# مرگ‌ها در اوت ۲۰۱۹
مرگ‌ها در اوت ۲۰۱۹ (انگلیسی: Deaths in August 2019) آنچه در پی می‌آید فهرست افراد سرشناسی است که در اوت ۲۰۱۹ درگذشته‌اند.
- در هر عنوان به‌ترتیب نام شخص، سن، ملیت، دلیل سرشناسی، علت مرگ، و منبع آمده‌است.

## اوت

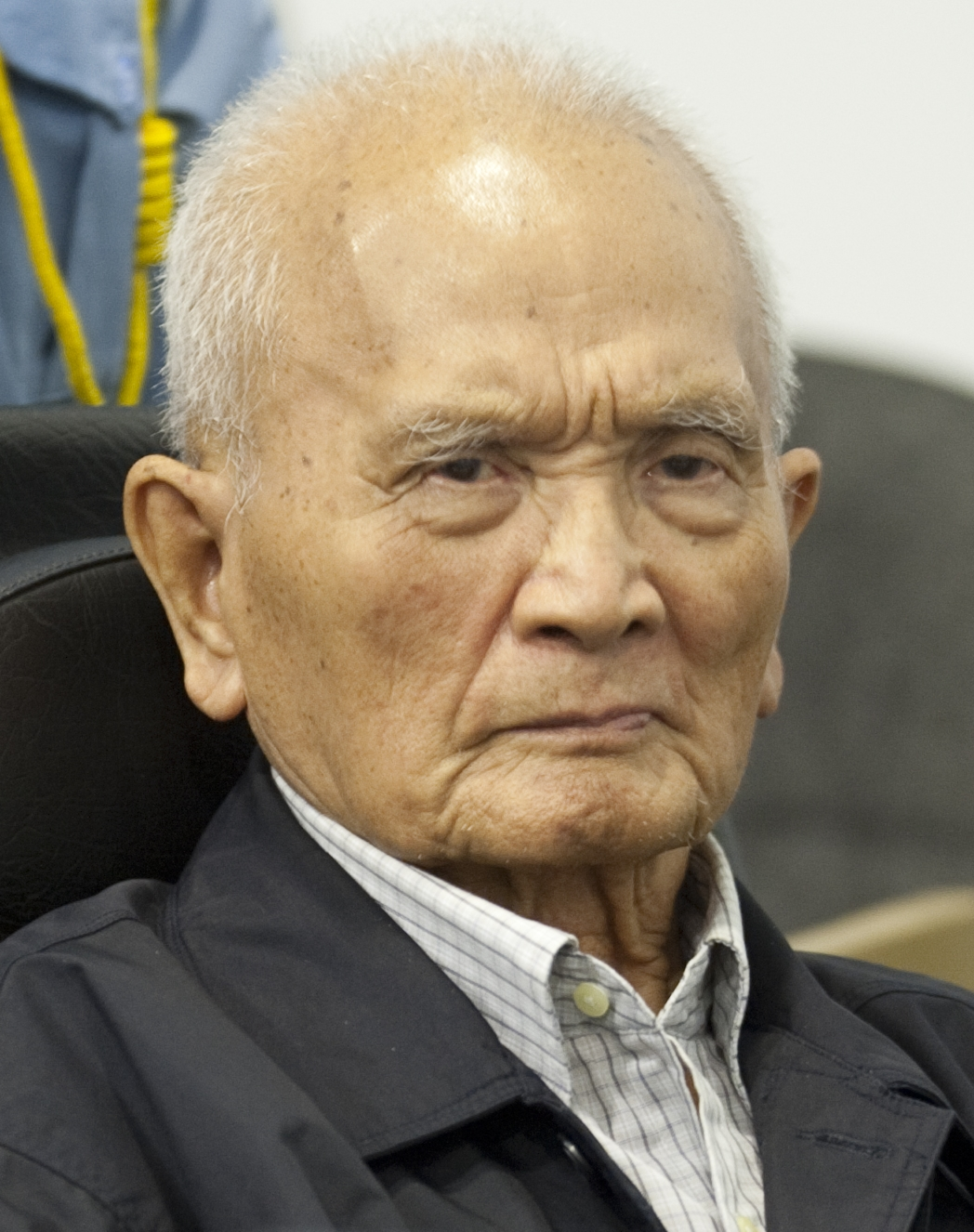
نون چه‌آ

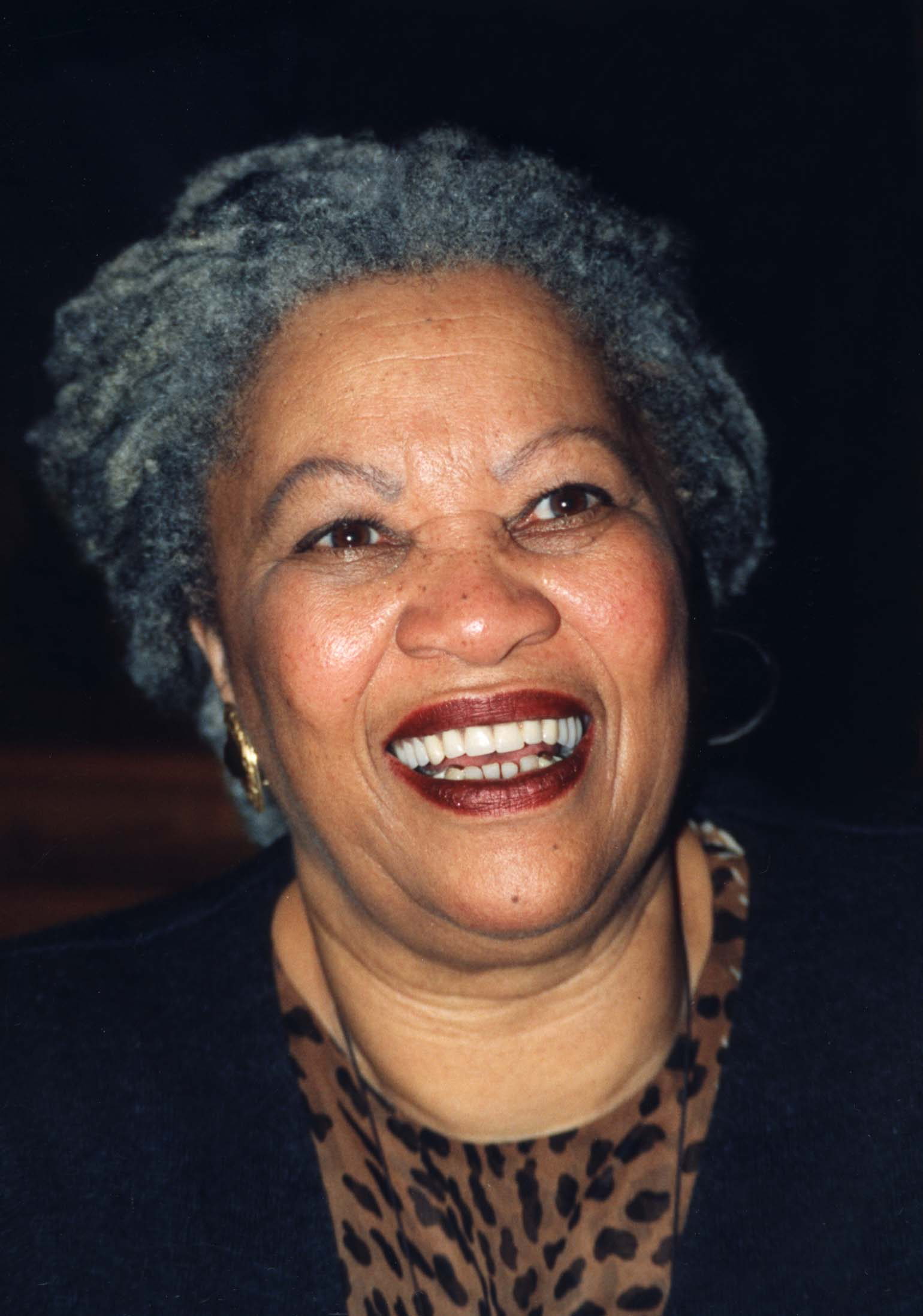
تونی موریسون

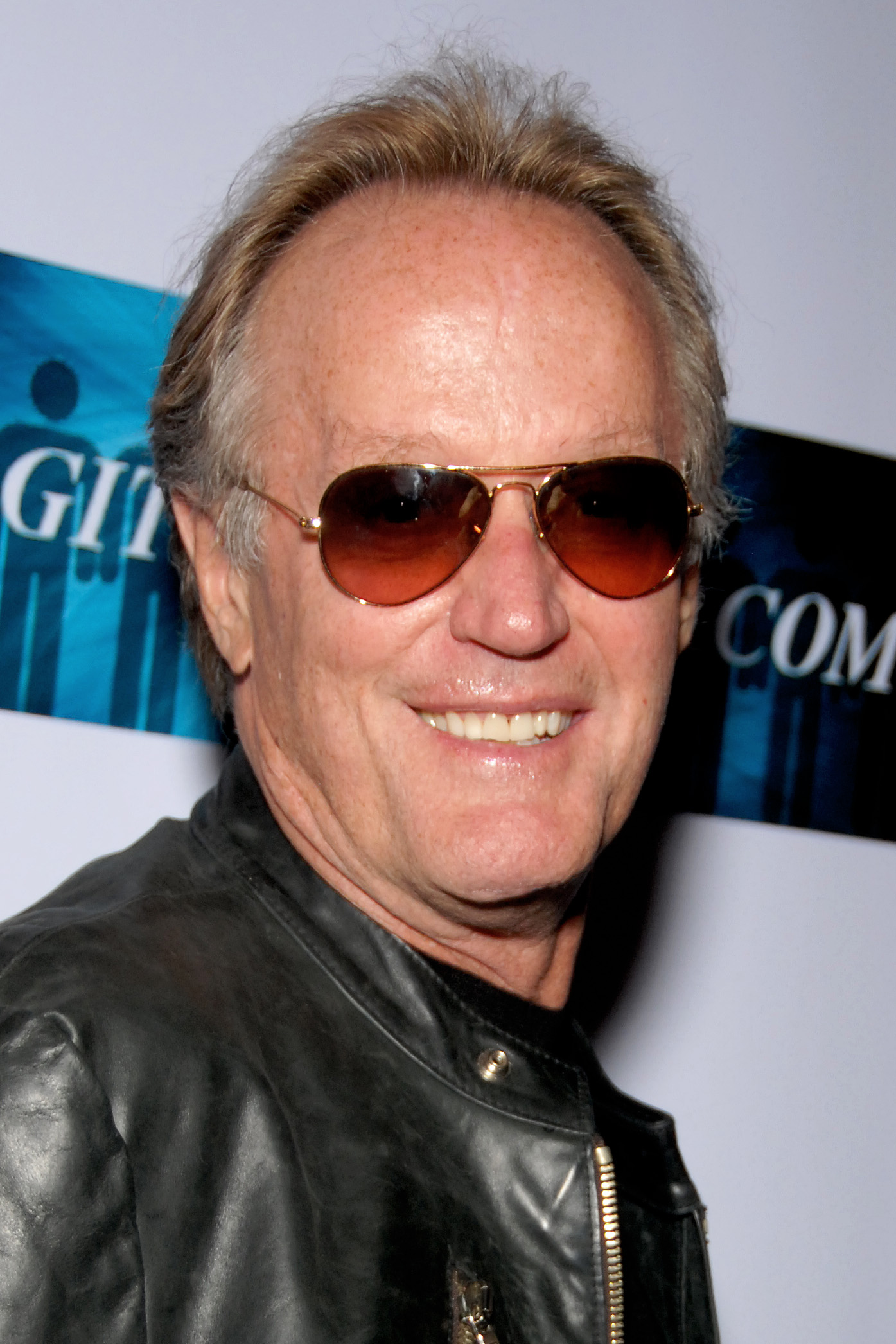
پیتر فوندا

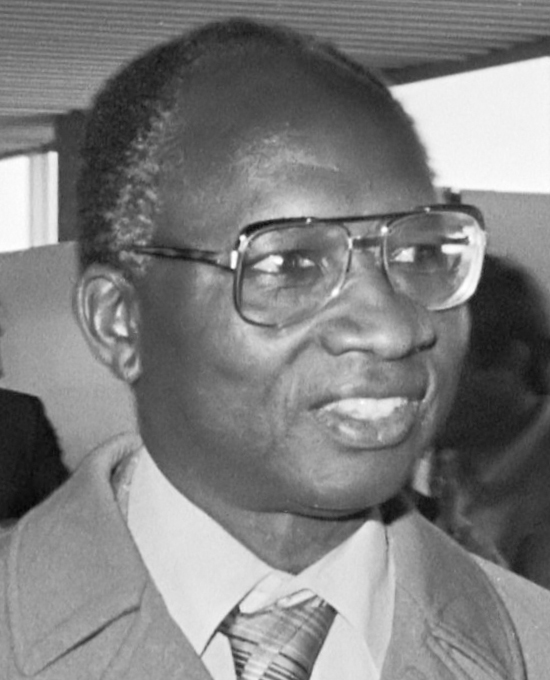
داودا جاوارا

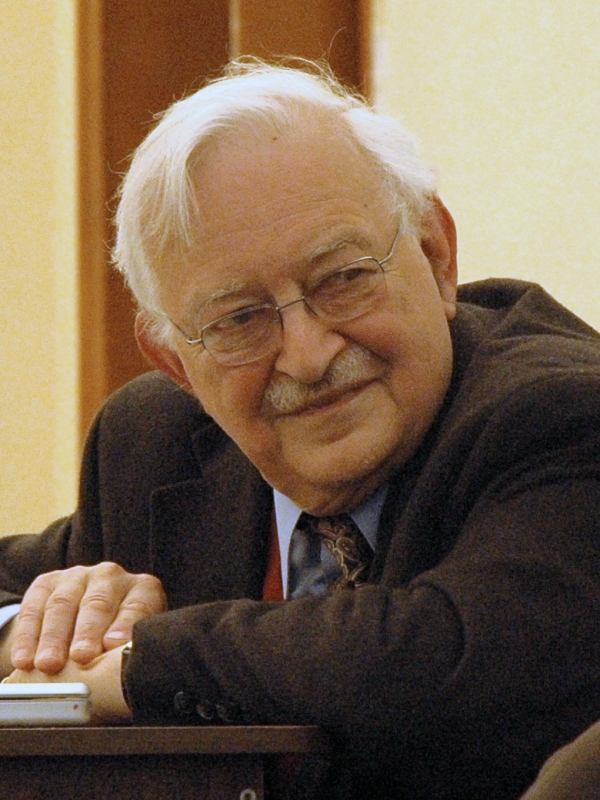
امانوئل والرستین

- صدو حیاتو، ۷۷، سیاست‌مدار اهل کامرون.
- دی.ای. پنی‌بیکر، ۹۴، نویسنده و کارگردان آمریکایی.
- نیکلای کارداشف، ۸۷، دانشمند اخترفیزیکدان روسی.
- مایک تروی، ۷۸، شناگر اهل ایالات متحده آمریکا.
- نون چه‌آ، ۹۳، سیاستمدار اهل کامبوج.
- تونی موریسون، ۸۸، نویسنده آمریکایی.
- سوشما سوآراج، ۶۷، سیاست‌مدار و وکیل هندی.
- کری مالیس، ۷۴، بیوشیمیست، نویسنده و سخنران آمریکایی.
- سید کمال طباطبایی، ۵۸، تهیه‌کننده ایرانی.
- ژان-پیر موکی، ۹۰، کارگردان و بازیگر فرانسوی.
- جفری اپستین، ۶۶، سرمایه‌دار آمریکایی.
- والتر مارتینز، ۳۷، بازیکن فوتبال اهل هندوراس.
- خوزه لوئیس براون، ۶۲، بازیکن و مربی فوتبال اهل آرژانتین.
- غلامعلی بسکی، ۸۷، پزشک و هوادار محیط زیست ایرانی.
- پیتر فوندا، ۷۹، بازیگر آمریکایی.
- فلیچه جیموندی، ۷۶، دوچرخه سوار ایتالیایی.
- ریچارد ویلیامز، ۸۶، انیماتور و کارگردان انیمیشن کانادایی.
- دینا بنت عبدالحمید، ۸۹، ملکه سابق اردن.
- جونیور اگوگو، ۴۰، بازیکن فوتبال اهل غنا.
- دیوید اچ. کوک، ۷۸، تاجر، نیکوکار، فعال‌سیاسی و مهندس شیمی آمریکایی.
- فردیناند پیئش، ۸۲، کارآفرین، صنعتگر و مدیر ارشد اجرایی اتریشی.
- داریوش اسدزاده، ۹۵، بازیگر تئاتر، فیلم و سریال ایرانی.
- داودا جاوارا، ۹۵، سیاست‌مدار اهل گامبیا.
- میشل اومون، ۸۲، هنرپیشه اهل فرانسه.
- فرانکو کولومبو، ۷۸، هنرپیشه، پدیدآور و قهرمان سابق بدنسازی اهل ایتالیا.
- ولری هارپر، ۸۰، هنرپیشه سینما، تلویزیون، و تئاتر اهل ایالات متحده آمریکا.
- آنتوان هوبرت، ۲۲، راننده خودروی مسابقه‌ای اهل فرانسه.
- امانوئل والرشتاین، ۸۸، جامعه‌شناس و متفکر چپ‌گرای آمریکایی.
- محمدآصف محسنی، ۸۴، سیاستمدار، فقیه و مرجع تقلید اهل افغانستان.